# Выборы в России

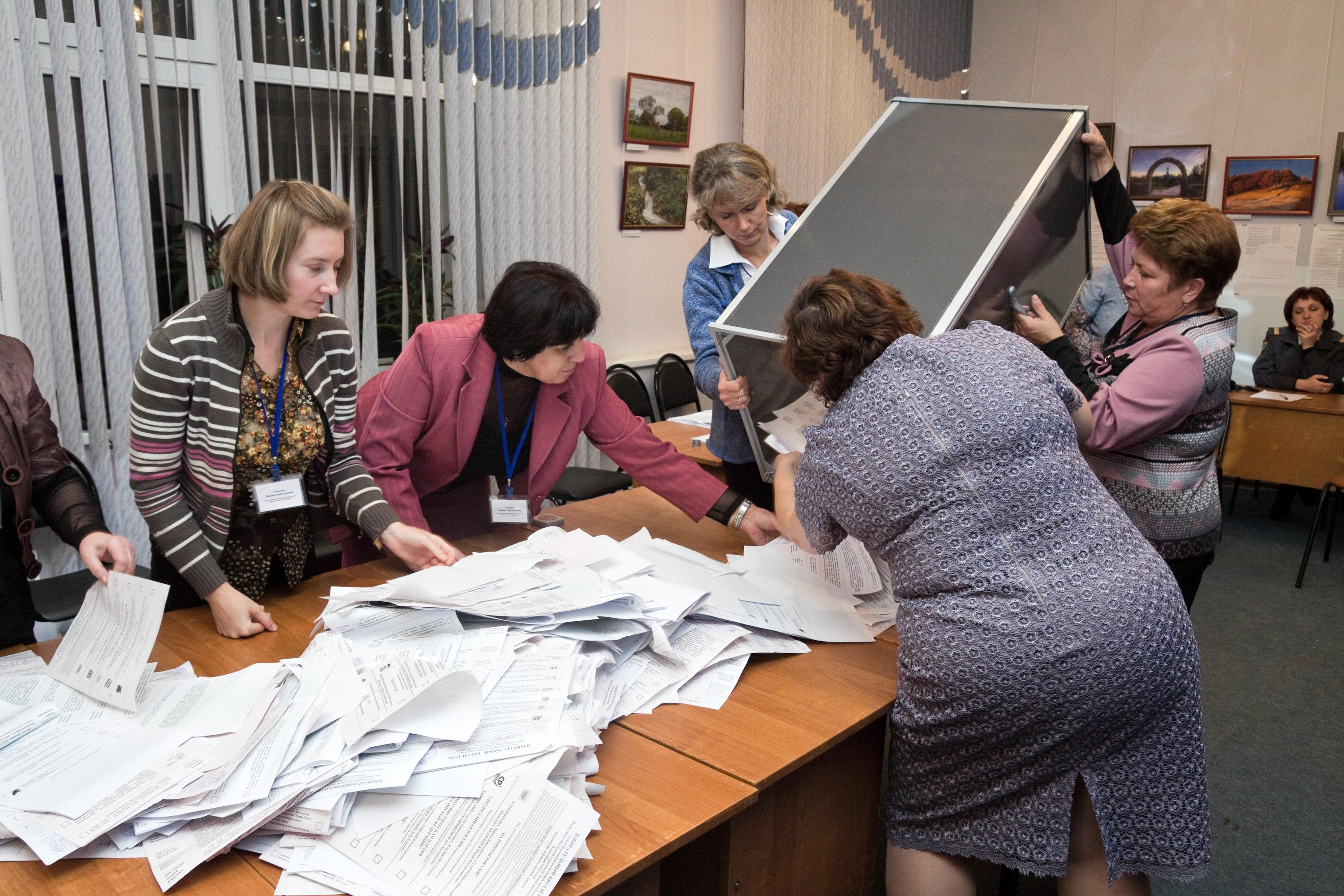
Подсчёт голосов на избирательном участке

Выборы в Российской Федерации делятся на федеральные, региональные и муниципальные (местные):
- На федеральном уровне избираются Президент России и депутаты нижней палаты парламента (Федерального собрания) — Государственной думы. С 1991 года в России было проведено семь выборов президента и восемь выборов в Государственную думу.
- На региональном уровне избираются парламенты субъектов Российской Федерации и проводятся прямые выборы глав регионов.
- Местное самоуправление в России также осуществляется через выборные представительные органы — муниципальные советы, вопрос же о системе выборов глав муниципальных образований (местных администраций) отдан в ведение самих муниципалитетов. Устав муниципального образования может предусматривать один из двух вариантов: прямые выборы главы муниципального образования либо выборы главы депутатами представительного органа (местного парламента), с последующим замещением должности главы местной администрации на конкурсной контрактной основе. Кроме того, выборы представителей судебной власти (мировых судей на уровне местного самоуправления) в России предусмотрены законом, но в настоящее время не практикуются.

Организацию и проведение выборов осуществляют независимые коллегиальные органы — избирательные комиссии.

## Правовые основы выборов в Российской Федерации
Институт российской системы выборов регулируется в соответствии с Конституцией Российской Федерации и федеральным законодательством (в частности, ФЗ РФ от 12 июня 2002 г. № 67-ФЗ «Об основных гарантиях избирательных прав и права на участие в референдуме граждан Российской Федерации»).
Конституция Российской Федерации заложила базовые основы функционирования избирательного права на территории России:
- всеобщее, равное, прямое избирательное право при тайном голосовании;
- право граждан избирать и быть избранными в органы государственной власти и местного самоуправления для каждого гражданина;
  - не имеют права избирать и быть избранными граждане, признанные судом недееспособными, а также содержащиеся в местах лишения свободы по приговору суда;
- возрастной ценз для кандидатов: в Государственную думу — не младше 21 года, в Президенты — не моложе 35 лет;
- выборы в Государственную думу проводятся на основании федерального закона, а назначаются Президентом;
- выборы Президента Российской Федерации назначаются верхней палатой Федерального Собрания — Советом Федерации и проводятся в соответствии с федеральным законом.

Конституцией установлены также сроки полномочий выборных органов: 5 лет для Государственной думы и 6 лет для Президента, по истечении которых проводятся новые выборы.
На основе данных положений Конституции базируется нижестоящее избирательное законодательство.
Организацией и проведением выборов занимается ЦИК Российской Федерации, порядок формирования которой установлен Конституцией РФ.

## Виды выборов
- Выборы президента России (1991 • 1996 • 2000 • 2004 • 2008 • 2012 • 2018 • 2024)
- Выборы в Государственную думу (1990 • 1993 • 1995 • 1999 • 2003 • 2007 • 2011 • 2016 • 2021)
- Выборы глав субъектов Российской Федерации

### Выборы в истории
- Выборы народных депутатов РСФСР (1990)
- Выборы в Учредительное Собрание

## Критика

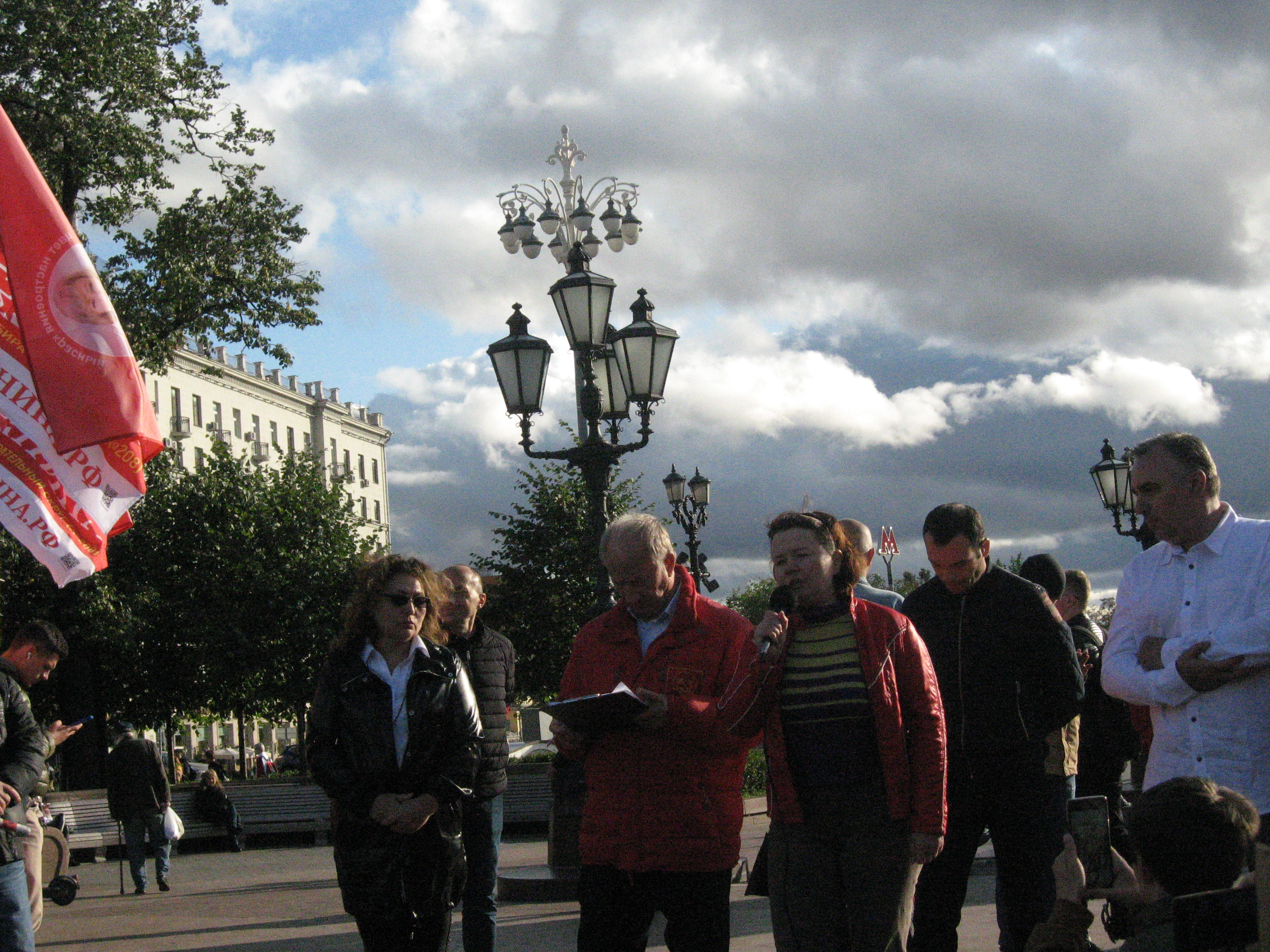
Е. Селькова была уволена директором (ЕР) за отказ от участия именно в электронном голосовании

В 2003 г., на выборах президента Башкортостана, было незаконно изготовлено около 200 000 избирательных бюллетеней. Виновный — директор типографии, тайно изготовивший бюллетени — был оштрафован на годовую зарплату (через полтора года), а заказчики не были установлены. За искажение результатов голосования председатели двух участковых комиссий (Приморский край, Сахалинская обл.) были приговорены судом к 2,5 и 3 года лишения свободы — условно. В Адыгее председатели 21 избирательной комиссии приписали «Единой России» 3 тыс. голосов, внеся в протоколы заведомо ложные сведения. Уголовное дело было прекращено прокуратурой республики «за отсутствием состава преступления».
В сентябре в Саратовской области прошли выборы губернатора (впервые за 17 лет). Отмечалось, что с ростом явки росла доля голосов, поданных за «Единую Россию» и В. Радаева. Результаты, полученные партиями «Яблоко», «Коммунисты России», «КПРФ» и «Справедливая Россия», точно совпали на 28, 27, 9 и 8 УИК, соответственно (для общего числа УИК — 32). А на других участках точного совпадения нет, но отличие незначительно — числа различаются на половину — на 1 процент.
В декабре 2017 года ассоциация «Голос» опубликовала свой доклад об исполнении рекомендаций БДИПЧ (ОБСЕ), данных в результате наблюдений за Президентскими и Парламентскими выборами, прошедшими с 2003 по 2016 годы. По признанию авторов, из 121 рекомендаций выполнено было меньше половины: 15 — полностью, 41 — частично.
Критиковалось общее ухудшение ситуации с выборами по сравнению с предыдущими годами, а также отсутствие важных законов, ограничивающих произвол комиссий при регистрации участников и использование кандидатами от исполнительной власти бюджетных средств для агитации (т. н. «административный ресурс»).
При использовании КОИБов в начале процесса их внедрения были случаи повторного пересчёта вручную. Возможность пересчёта сохранилась и в соответствии с законом: при обнаружении возможных нарушений, и выборочно — для повышения доверия избирателей к результату. Однако на выборах Президента РФ в 2018 г. все попытки повторного пересчёта (кроме одной) окончились неудачей, а в ТИК Марьина Роща (УИК № 667) члена избиркома избили и сломали ему ногу. За 1 год в процессе судебного разбирательства пострадавший Егоров был переквалифицирован судьёй в свидетеля; суд отказался рассматривать видеозапись событий; а уголовное и политическое преступление было квалифицировано как «мелкое хулиганство». Единственный случай пересчёта в Башкирии показал, что при реальной явке, вдвое меньшей показанной КОИБом, за действующего президента было реально подано значительно меньше голосов.
В 2018 году Алексей Навальный запустил проект «Умное голосование» для борьбы с монополией[нейтральность?] «Единой России» на выборах всех уровней, целью которого является победа оппозиции на выборах. Из-за разрозненности избирателей кандидатам от КПРФ, ЛДПР, «Справедливой России», «Яблока» не удаётся набрать достаточного количества голосов на выборах различных уровней. Поэтому Навальный предложил избирателям «голосовать по-умному», то есть «за того, кто занял второе место, то есть за самого сильного из оппозиционеров».

### Законодательство
- Конституция Российской Федерации, 1993
- Федеральный закон от 12 июня 2002 г. № 67-ФЗ «Об основных гарантиях избирательных прав и права на участие в референдуме граждан Российской Федерации»

### Публицистика
- Гельман В. Я. Изучение выборов в России: исследовательские направления и методы анализа // Политическая наука. — Москва, 2000. -№ 3. Выборы в посткоммунистических обществах. Проблемно-тематический сборник. — С. 16-50.
- Гришин Н. В. Институт выборов и российская государственность // Каспийский регион: политика, экономика, культура. — 2012. — № 3. — С. 405—410.
- Институт выборов в истории России. Источники, свидетельства современников / под ред. А. А. Вешнякова. — М.: НОРМА, 2001.
- История выборов в России с древнейших времён до конца XX в. (на примере Нижегородского края): учебное пособие. / Ф. А. Селезнёв. — Нижний Новгород, 2012. — 104 с.
- Любарев А. Е. Занимательная электоральная статистика. — М.: Голос консалтинг, 2021. — ISBN 978-5-604-42830-6.